# Johan Wiklund (allmogemålare)
Johan Wiklund, född troligen i Källbomark, Byske socken, Västerbotten, var en svensk bygdemålare.
Efter dateringar på efterlämnade väggmålningar antar man att han var född i början av 1800-talet. Han genomförde bara en längre resa i sitt liv då han reste till Stockholm och utbildade sig till dekorationsmålare. Under sin tid i Stockholm fick han möjlighet att studera samtida bildverk och reproduktioner som han använde för att skapa en ny stil på allmogemåleriet i Västerbotten. I hans två kända verk i Källbomark respektive Renbergsvattnet har han målat stora landskapsskildringar med slott och ymnig grönska i en naturalistisk stil. 